# Foto-Secesja

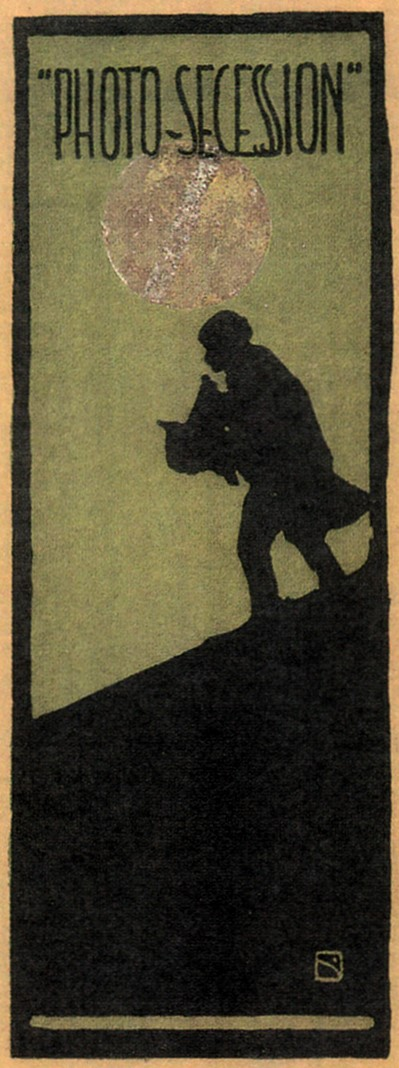
Reklama Foto-Secesji i Małej Galerii autorstwa Edwarda Steichena. Opublikowana w "Camera Work" nr 13, 1906

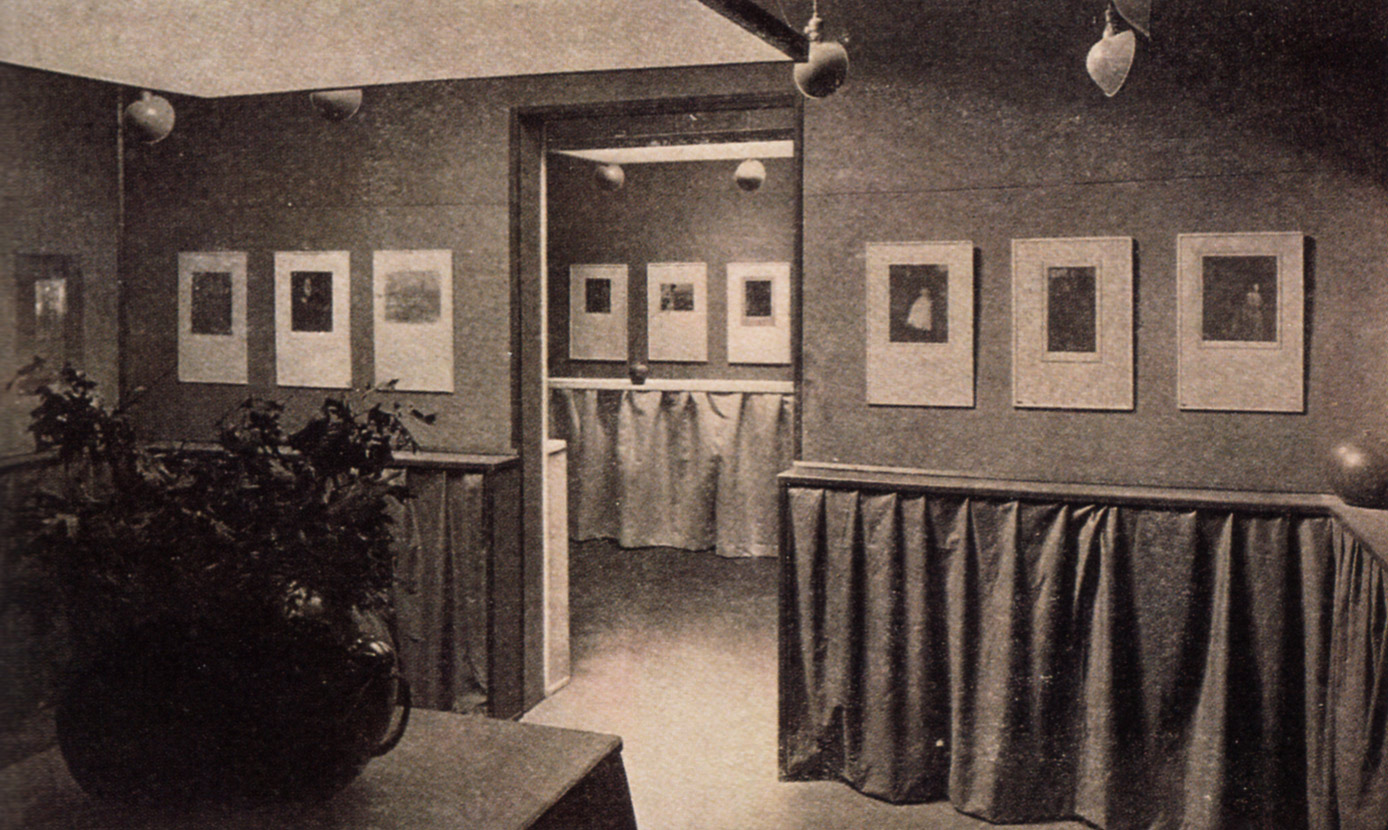
Zdjęcia Käsebier i White'a na wystawie w Małej Galerii (1906)

Foto-Secesja (ang. Photo-Secession) – amerykańskie stowarzyszenie fotografów piktorialistów założone w 1902 roku przez Alfreda Stieglitza. Jego członkami byli m.in. Alvin Langdon Coburn, Frank Eugene, Gertrude Käsebier, Joseph T. Keiley, Edward Steichen, Clarence H. White. Celem organizacji było doprowadzenie do uznania fotografii za jedną z dziedzin sztuki. Foto-Secesja wydawała pismo "Camera Work" oraz organizowała wystawy, m.in. we własnej galerii "291". Działalność grupy wywarła wpływ na fotografię europejską, głównie we Francji, Austrii i Wielkiej Brytanii.

## Okoliczności powstania grupy
Druga połowa XIX wieku przyniosła liczne wynalazki, które znacząco ułatwiły wykonywanie zdjęć, wcześniej wymagające specjalistycznych umiejętności. Fotografowanie m.in. za sprawą aparatu Kodaka stało się zajęciem dostępnym dla szerokich mas. Zjawisko to przyczyniło się do powstania ruchu piktorialistów, którzy pragnęli uwypuklić artystyczne możliwości fotografii. Chcieli, by ich prace były oceniane nie tylko pod kątem ich tematu, ale również ze względu na sposób, w jaki go zrealizowano. Piktorializm był szerokim i niejednolitym nurtem, rozwijającym w USA i w Europie od lat 90. XIX wieku do wybuchu I wojny światowej. Estetyka zdjęć z tego kręgu, naśladujących tradycyjne dziedziny sztuki, takie jak malarstwo i grafika, ukształtowała się pod wpływem rozmaitych nurtów, w tym szkoły z Barbizon, impresjonizmu, symbolizmu czy sztuki japońskiej. Piktorialiści chętnie posługiwali się nieostrościami, zmiękczeniami obrazu, bogatymi efektami światłocieniowymi. Wykorzystywali głównie tzw. szlachetne techniki, dające możliwość twórczej manipulacji odbitką. Nieusatysfakcjonowani ówcześnie działającymi stowarzyszeniami fotograficznymi, zaczęli tworzyć własne, takie jak The Linked Ring czy Foto-Secesja, których wspólnym celem było promowanie fotografii jako sztuki.

## Działalność
Foto-Secesja założona została 17 lutego 1902 roku w Nowym Jorku z inicjatywy Alfreda Stieglitza przez Johna G. Bullocka, Williama B. Dyera, Franka Eugene'a, Dalletta Fugueta, Gertrude Käsebier, Josepha T. Keileya, Roberta S. Redfielda, Edwarda Steichena, Edmunda Stirlinga, Johna Francisa Straussa, Evę Watson-Schütze i Clarence'a H. White'a. Powstanie Foto-Secesji Stieglitz ogłosił w marcu 1902 roku przy okazji zorganizowanej przez siebie wystawy fotografii członków ugrupowania American Pictorial Photography Arranged by the "Photo-Secession". Do grupy dołączali kolejni fotografowie (np. Alvin Langdon Coburn w 1904), w tym wielu członków nowojorskiego Camera Club. Nazwa grupy, zawierająca człon "secesja" (z łac. secessio – wycofanie się, odstąpienie, odejście), powstała w nawiązaniu do europejskich stowarzyszeń secesyjnych, takich jak wiedeńskie "Sezession", które wystąpiły przeciwko sztuce akademickiej.
Jednym z głównych narzędzi Foto-Secesji było pismo "Camera Work", wydawane od 1903 roku, w którym zamieszczane były wysokiej jakości reprodukcji fotografii. Drugim kluczowym polem działania stowarzyszenia było organizowanie ekspozycji, jednak aż do 1905 nie miało ono własnej przestrzeni wystawienniczej. Z końcem tego roku Stieglitz, za namową Steichena, wynajął pomieszczenia na górnej kondygnacji budynku przy Piątej Alei 291 w Nowym Jorku. Pierwotna nazwa – Mała Galeria (Little Galleries) – z czasem została zastąpiona numerem budynku i galeria nazywana była po prostu "291". Prezentowane tu były indywidualne i grupowe wystawy członków Foto-Secesji oraz innych piktorialistów. Od 1908 roku Stieglitz, głównie przy pomocy mieszkającego we Francji Steichena, pokazywał także malarstwo, rysunek i rzeźbę, w tym prace Paula Cézanne'a, Henri Matisse'a, Pabla Picassa i Auguste'a Rodina.
Twórczość i poglądy członków Foto-Secesji na fotografię piktorialną nie była jednolita. Jakkolwiek dominującymi tematami ich prac były portret i pejzaż, niektórzy z fotografów wykazywali pewną skłonność do fotografii bardziej dokumentalnej. Kilku twórców (np. Coburn, Steichen, Stieglitz, Struss) swoją uwagę skierowało na Nowy Jork, a zwłaszcza na dwa motywy: budynek Flatiron i most Brookliński (w tym czasie temat miasta w fotografii dopiero zaczynał się pojawiać). Różnice te oraz narastający od 1908 roku spadek zainteresowania Stieglitza piktorializmem na rzecz modernizmu, a w końcu wybuch I wojny światowej położyły kres grupie. Ostatnia wspólna wystawa, zatytułowana International Exhibition of Pictorial Photography, została zorganizowana w 1910 roku w Galerii Albright w Buffalo; oprócz fotografii członków Foto-Secesji pokazane na niej zostały zdjęcia XIX-wiecznych autorów – Julli Margaret Cameron, Davida Octaviusa Hilla i Roberta Adamsona oraz współczesnych europejskich twórców – Roberta Demachy'ego i Heinricha Kühna.